# Тјоло (Сондрио)
Тјоло је насеље у Италији у округу Сондрио, региону Ломбардија.
Према процени из 2011. у насељу је живело 314 становника. Насеље се налази на надморској висини од 762 м.